# Нортмор
Нортмоор (нім. Nortmoor) — громада в Німеччині, розташована в землі Нижня Саксонія. Входить до складу району Леер. Складова частина об'єднання громад Юмме.
Площа — 15,34 км2. Населення становить 1817 ос. (станом на 31 грудня 2021).